# Snipex T-Rex
Das Snipex T-Rex ist ein Einzelladergewehr mit dem Kaliber 14,5×114 mm. Laut seinem Hersteller, XADO-Holding Ltd., ist das Gewehr für leicht gepanzerte, stationäre und bewegliche Ziele geeignet.

## Design
Das Snipex T-Rex ist ein Bullpup Repetiergewehr. Beim Laden wird die Patrone bei geöffnetem Verschluss in die Verschlussöffnung eingeführt. Die Verriegelung des Laufs wird durch einen rotierenden Verschluss erreicht. Der Rückstoß wird durch eine Mündungsbremse, die Wirkung eines Rückstoßdämpfers, einem elastischen mehrlagigen Schulterpolster, sowie einem ausgewogenen Gewicht gedämpft.
Es besitzt eine höhenverstellbare Wangenstütze, die auf der rechten oder linken Seite installiert werden kann. Das Gewehr hat ein Zweibein und eine verstellbare hintere Auflage, die eine Anpassung an die Bedürfnisse des Schützen ermöglicht.
Ebenfalls hat das Gewehr hat eine Picatinny-Schiene, auf der verschiedene Visiere montiert werden können.

## Geschichte
Der erste Prototyp wurde auf der XIV. Internationalen Fachmesse "Arms and Security 2017" vorgestellt. Das Gewehr wurde bei den ukrainischen Streitkräften im Jahre 2020 eingeführt.
Das Gewehr wird auch von den ukrainischen Verteidigern gegen die Russische Invasion 2022 eingesetzt.

## Nutzerstaaten
- Ukraine: Das Gewehr wird beim Ukrainischen Heer eingesetzt.